# One Atlantic Center
One Atlantic Center (произносится Уа́н Этлэ́нтик Сентр) — офисный небоскрёб в Мидтауне Атланты, штат Джорджия, США. 3-е по высоте здание города и штата, 47-е по высоте здание в США (на 2016 год), самое высокое здание города и штата с 1987 по 1992 год.

## Описание
Небоскрёб был построен как юго-восточная штаб-квартира IBM, поэтому он также известен под названием «Башня IBM».

Снаружи здание отделано испанским розовым гранитом, вершину его украшает медная пирамидальная конструкция, увенчанная золочённым навершием. Ночью верх небоскрёба ярко подсвечивается. Стержневая основа здания сделана по аналогии с Tribune Tower в Чикаго. По первоначальному плану, предложенному в 1985 году, One Atlantic Center должен был иметь 44 этажа.

Основные арендаторы: Alston & Bird, Bryan Cave, Holland & Knight, DLA Piper, Credit Suisse, Robins Kaplan LLP.
Основные параметры
- Строительство: с 1986 по 1987 год
- Высота: 249,9 м
- Этажей: 50
- Лифтов: 24
- Площадь помещений: 102 193[2]—335 365[3] м²
- Архитекторы: Филип Джонсон, Джон Бёрджи[англ.], Heery International[англ.]
- Застройщик: Prentiss Properties
- Владелец: Hines Interests Limited Partnership[англ.][2]
- Главный подрядчик: The Beck Group[англ.]